# Hyperglykemie

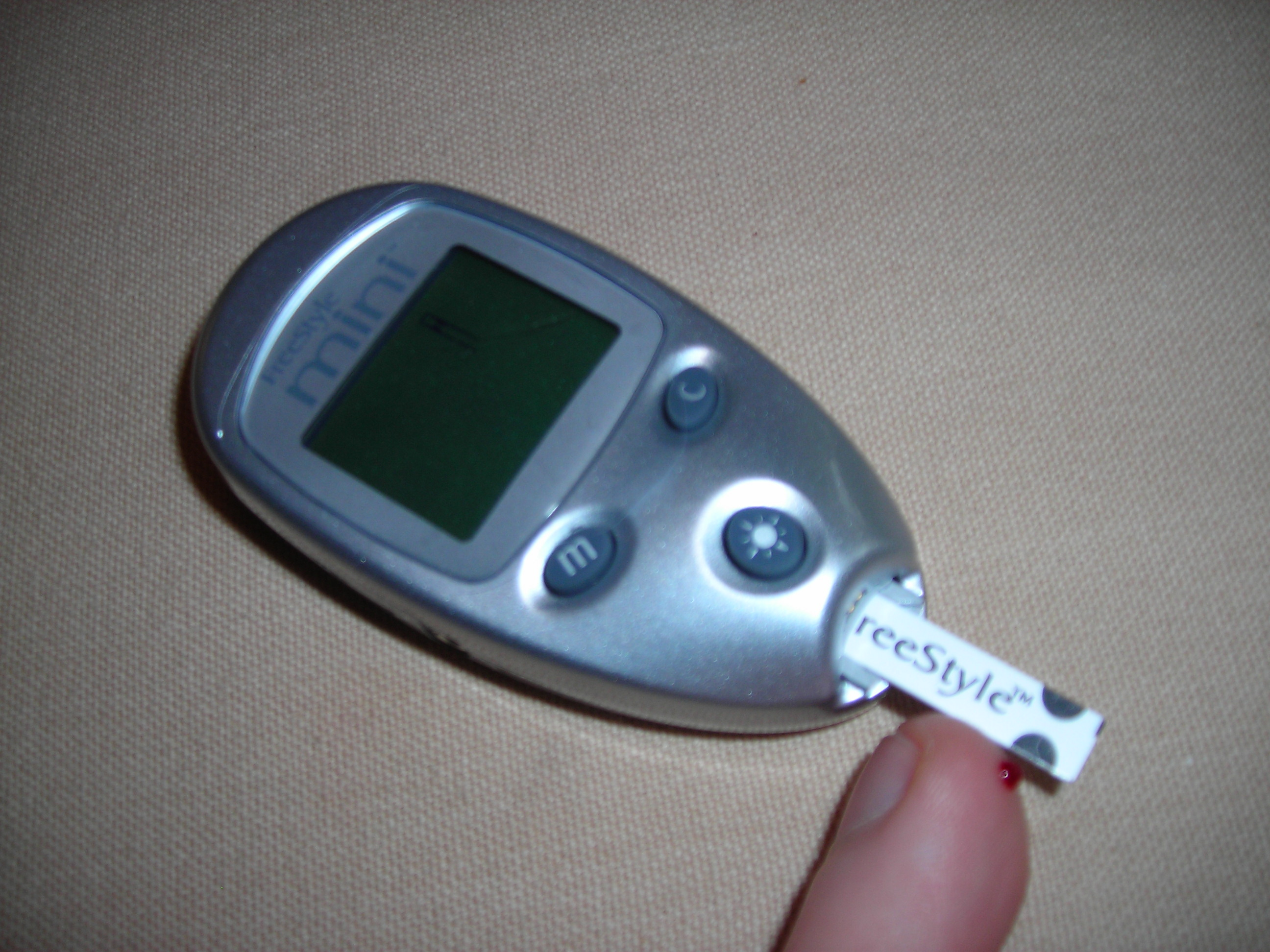
Het zelf meten van de bloedsuikerspiegel

Hyperglykemie betekent dat de bloedglucosespiegel te hoog is. De bloedglucosespiegel van gezonde mensen komt maar zelden boven de 8 mmol/l omdat er dan door het lichaam vanzelf voldoende insuline aangemaakt wordt om de bloedglucosespiegel te normaliseren. Bij mensen met diabetes mellitus ("suikerziekte") is dat niet het geval. Wanneer de bloedglucosespiegel te hoog wordt, kan men kortwerkende insuline injecteren of wachten tot de langwerkende insuline gaat werken. Lichamelijke inspanning om wat bloedglucose te verbranden kan ook, maar werkt bij een té hoge bloedglucosespiegel soms juist averechts.
Als de stijging van de bloedglucosespiegel van korte duur en niet al te groot is, is hyperglykemie meestal niet zo erg. Een extreem hoge bloedglucosespiegel of een bloedglucosespiegel die lang hoog blijft kunnen leiden tot een coma wanneer het niet gelijk herkend en behandeld wordt. Ook kan het te lang hoog zijn van de bloedglucosespiegel de kans op diabetescomplicaties aanzienlijk vergroten. 